# Brugsret
Brugsret betyder i  juridisk sprogbrug en begrænset tinglig ret, der hjemler besiddelse, brug og benyttelse enten af en fast ejendom eller en del af en sådan eller af en løsøregenstand. Hovedarterne af brugsrettigheder i denne forstand er leje, forpagtning og fæste (i Danmark) eller bygsel (i Norge). Såkaldte "partielle brugsrettigheder" over fast ejendom , betegnes under visse omstændigheder som en servitut. — I videre forstand kan man tale om brugsret overalt, hvor der foreligger en retsbeskyttet adgang til at bruge en ting enten i al almindelig eller i enkelte bestemte retninger.

## Reference
1. ↑  brugsret på lex.dk